# Palazzo Sulzer

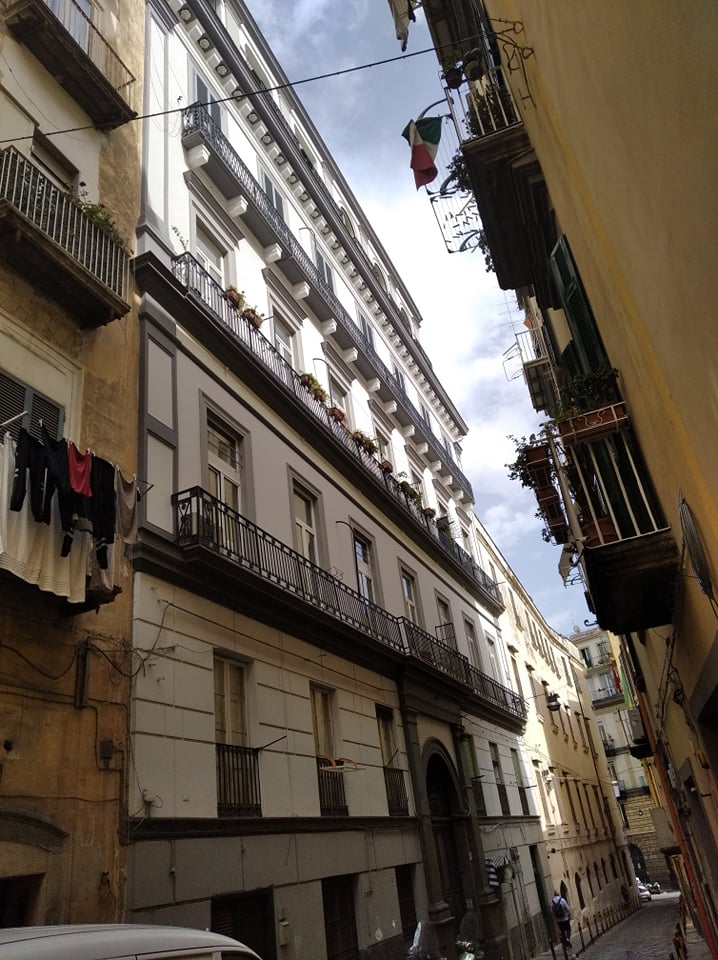
Palazzo Sulzer in Neapel: Fassade zur Via San Carlo alle Mortelle.

Der Palazzo Sulzer ist ein Palast aus dem 17. Jahrhundert im Viertel Chiaia in Neapel in der italienischen Region Kampanien. Er liegt in der Via San Carlo alle Mortelle, 26.

## Geschichte und Beschreibung
Das Gebäude, das vielleicht aus dem 17. Jahrhundert stammt, wird auf dem französischen Kataster von 1815, das König Joachim Murat erstellen ließ, als Eigentum des Klosters Santa Caterina da Siena angezeigt. Höchstwahrscheinlich ging es im Zuge der Säkularisation in Staatsbesitz über. Es wurde versteigert und 1824 erwarb es Arnold Sulzer, der es durch den Architekten Camillo Napoleone Sasso im klassizistischen Stil umbauen ließ, in dem es sich heute noch befindet.
Heute ist der Palast ein gut erhaltenes Mietshaus.